# Aes Dana
Aes Dana este numele unui duo francez de muzică ambient, format din Vincent Villuis și Sunbeam (aka Mahiane).

## Biografie
Proiect născut în urma unei întâlniri dintre Vincent Villuis, fostul membru al formației de muzică  trance/ambient chill Asura, și Sunbeam (aka Mahiane) care învârtea vinil-uri progressive engleze, Aes Dana reprezină o fuziune coerentă a ambelor stiluri. 
Ei prezintă un sunet profund înrădăcinat în tradiția psichedelică, într-un fluid tempou cu ritm scăzut de trance matinal. Ambii muzicieni tind să creeze texturi sonore evocative, ce se deschid precum niște călătorii asupra viselor lor analogice. Scurtele povestiri sunt create din sample-uri și wave-uri, energizate de beat-uri tribale. Coloana sonoră pentru începutul petrecerii ce oferă timp instalării stării și tempo-uluit, sau după pentru a încetini excesul nocturn și pentru a celebra reîntoarcerea Soarelui. Muzica Aes Danae pentru a fi ascultată cu plăcere între voaluri.

## Discografie

### Albume
- 2002, Season 5, Ultimae Records INRE 007
- 2003, Aftermath (Limited Edition), Ultimae Records INRE 010
- 2004, Memory Shell, Ultimae Records INRE 014
- 2007, Manifold, Ultimae Records INRE 022
- 2009, Leylines, Ultimae Records INRE 034
- 2011, Perimeters, Ultimae Records INRE 045

### Apariții Notabile
- Skyclad (High Frequencies Version), pe Fahrenheit Project Part One, 2001
- Summerlands, pe Fahrenheit Project Part Two, 2001
- Undertow, pe Fahrenheit Project Part Three, 2002
- Suspended Grounds, pe VA - Module 01, 2002
- Memory Shell (Mindgames Festival Live Version), pe Fahrenheit Project Part Four, 2003
- Seaweeds Corporate, pe VA - Mountain High, 2003
- Happy Leary, pe VA - Peace Therapy, 2003
- Iris Rotation, pe VA - Antenna Vol. 1, 2004
- Aftermath pt. 03, pe VA - Module 02, 2004
- Aftermath pt. 08, pe VA - Albedo, 2005
- Hug, pe VA - Chilling Goddess, 2005
- Purple, pe Fahrenheit Project Part Five, 2005
- Bam, pe VA - Mountain High 2, 2005
- Natti Natti (Androcell Remix), pe Androcell - Efflorescence, 2006
- Mineral Lights (Submerge Edit), pe Oxycanta, 2006
- Lysistrata, pe Opus Iridium,  Suntrip Records, 2008
- Pulse Rate, pe VA - Vital Signs,  Celestial Dragon Records, 2010